# Protocryphia secta
Protocryphia secta là một loài bướm đêm trong họ Noctuidae.